# Mike Burton (rugbista)
Michael Alan “Mike” Burton (Maidenhead, 18 dicembre 1945) è un ex rugbista a 15 e imprenditore britannico, già pilone del Gloucester per 14 stagioni e internazionale per l’Inghilterra, con la quale partecipò a cinque edizioni consecutive del Cinque Nazioni.

## Biografia
Burton debuttò nel Gloucester, club nel quale spese tutta la sua carriera, nel novembre 1964, non ancora diciannovenne. Pilone molto fisico, assommò in tutta la sua attività 360 incontri, rappresentando anche la contea del Gloucestershire 40 volte.
Nel 1972 fu convocato dall'Inghilterra per un tour in Sudafrica, e fu in campo in occasione della prima vittoria inglese a casa degli Springboks per 18-9. Fu parte anche dei successivi tour inglesi del 1973 in Nuova Zelanda e del 1975 in Australia, nel corso del quale divenne il primo inglese a essere espulso in un test match, dopo soli tre minuti di gioco.
Fu anche componente del tour dei British Lions del 1974, anche se mai utilizzato nel corso di test match ufficiali. Inoltre, disputò 8 incontri nella selezione a inviti dei Barbarians.
Nel 1982 Mike Burton pubblicò la sua autobiografia, Never Stay Down, in cui narra della sua formazione nella Gran Bretagna post-bellica e della sua volontà di arrivare al successo con determinazione.
Dopo il ritiro dall'attività agonistica si dedicò all'imprenditoria; attualmente vive fuori Gloucester con sua moglie Patricia, sposata nel 1967 e con la quale ha avuto tre figli, ed è titolare di un'impresa che organizza ospitalità in occasione di eventi sportivi.